# William Alston
William Payne Alston (Shreveport, 29 de noviembre de 1921-Condado de Onondaga, 13 de septiembre de 2009) fue un filósofo estadounidense.
Realizó importantes contribuciones en la filosofía del lenguaje, la epistemología y la filosofía cristiana. Obtuvo su doctorado en la Universidad de Chicago y profesor en la Universidad de Míchigan, la Universidad de Rutgers, la Universidad de Illinois y la Universidad de Syracuse.

## Primeros años y educación
Nació el 29 de noviembre de 1921 en Shreveport, Luisiana. Es hijo de Eunice Schoolfield y William Alston. Se graduó de la escuela secundaria cuando tenía 15 años y concurrió al Centenary College de Luisiana, donde se graduó en 1942 con una Licenciatura en Música en piano.
Para la Segunda Guerra Mundial, tocó el clarinete y el tambor en una banda militar en California. Durante este tiempo, se interesó por la filosofía, incentivado por la lectura del libro de W. Somerset Maugham, El filo de la navaja. Más tarde, se dedicó a leer obras de filósofos conocidos tales como: Jacques Maritain, Mortimer J. Adler, Francis Bacon, Platón, René Descartes, John Locke, entre otros.
Después de ser dado de alta, ingresó en un programa de posgrado de filosofía en la Universidad de Chicago, a pesar de que nunca había tomado formalmente una clase sobre el tema. Mientras estuvo allí, aprendió más sobre la filosofía de Richard McKeon y Charles Hartshorne, y recibió su doctorado en 1951.

## Carrera
Desde 1949 hasta 1971, Alston fue profesor en la Universidad de Míchigan, y se convirtió en profesor de filosofía en 1961. A continuación enseñó en la Universidad Rutgers durante cinco años, seguida de la Universidad de Illinois en Urbana-Champaign, de 1976 a 1980 y luego la Universidad de Syracusa (1980-1992).
Sus puntos de vista sobre el fundacionalismo, internalismo contra el externalismo, actos de habla, y el valor epistémico de la experiencia mística, entre muchos otros temas, han sido muy influyente. Como la mayoría de los filósofos americanos, Alston forma parte del grupo de filósofos analíticos.
Junto con Alvin Plantinga, Nicholas Wolterstorff y Robert Adams, Alston ayudó a fundar la revista Fe y Filosofía. Con Plantinga, Wolterstorff y otros, Alston también fue responsable del desarrollo de la "epistemología reformada "(un término que Alston, un episcopal, nunca apoyó plenamente), una de las contribuciones más importantes al pensamiento cristiano en el siglo XX.
Alston fue presidente de la Asociación Filosófica Americana en 1979, la Sociedad para la Filosofía y Psicología, y la Sociedad de Filósofos Cristianos, que él cofundó. Fue ampliamente reconocido como una de las figuras centrales en el renacimiento de la filosofía de la religión del siglo XX. Fue elegido miembro de la Academia Americana de las Artes y las Ciencias en 1990.
Alston falleció en un asilo de ancianos en Jamesville, Nueva York el 13 de septiembre de 2009, a la edad de 87 años.